# Lukas Scheltz
Lukas Scheltz (* um 1420; † vor Dezember 1476 in Heilbronn) war Leibarzt von Graf Eberhard im Bart und erster akademisch ausgebildeter Stadtarzt in Heilbronn.

## Leben
Scheltz wurde vermutlich in Großheppach als Sohn des 1424 als Waiblinger Vogt bezeugten Konrad Scheltz geboren. 1436 ist er als Student an der Universität Heidelberg nachgewiesen, im Mai 1436 erlangte er den Doktortitel. Er war später Leibarzt bei Graf Eberhard im Bart in Urach und wurde 1469 als erster akademisch ausgebildeter Stadtarzt nach Heilbronn berufen. Er muss vor Dezember 1476 verstorben sein, da seine Witwe Elsbeth Gräter am 23. Dezember 1476 von Hans Erer Häuser mit Hof und Hofraite in der Heilbronner Judengasse erwarb. Der Ehe entstammte mindestens ein Sohn, Erhard Scheltz, der später auch Doktor war.